# SAO 158687
SAO 158687 — тусклая звезда 8,8 звёздной величины в созвездии Весов, с помощью которой были обнаружены кольца Урана.
Открытие колец было сделано случайно. 10 марта 1977 года группа учёных проводила наблюдения атмосферы Урана при покрытии им звезды SAO 158687. Однако, анализируя полученную в результате наблюдений информацию, они обнаружили покрытие звезды ещё до её покрытия Ураном, причём произошло это несколько раз подряд. В результате исследований было открыто 9 колец Урана.